# باندا عملاقة (جنس)
جنس الباندا العملاقة أو سنورية الأقدام (بالإنجليزية: Ailuropoda)‏ هو جنس ضمن فصيلة الدبيّات، وهو يحتوي خمسة أنواع من الباندا العملاقة. ونوع واحد فقط من هذه الأنواع الخمسة ما زال حياً حتى اليوم، ويُسمى «الباندا العملاقة» فقط، في حين أن اسمه العلمي هو "Ailuropoda melanoleuca"، أما الأنواع الأربعة الأخرى فهي من حيوانات ما قبل التاريخ. وعلى الرغم من تصنيفه ضمن الحيوانات آكلة اللحوم إلى أنه يعتمد بشكلٍ أساسيٍّ في غذائه على الخيزران. وقد انحدرت الباندا العملاقة من باندا الأيلوراركتوس، والتي عاشت خلال عصر الميوسين المتأخر.

## الأنواع
الأنواع ضمن جنس الباندا العملاقة هي:
- باندا عملاقة قزمة [الإنجليزية]، Ailuropoda microta (منقرضة، عاش في عصر البليوسين المتأخر)
- باندا جبال ولينغ العملاقة، Ailuropoda wulingshanensis (منقرضة، عاشت في عصر البليوسين المتأخر والبلستوسين المبكر)
- باندا عملاقة لباكون [الإنجليزية]، Ailuropoda baconi (منقرضة، عاشت في عصر البلستوسين)
- باندا عملاقة، Ailuropoda melanoleuca، نويعاتها:
  - نويعة بيضاء وسوداء، Ailuropoda melanoleuca melanoleuca
  - نويعة تشنلنغ [الإنجليزية]، Ailuropoda melanoleuca qinlingensis